# Hevisaurus
Hevisaurus est un groupe de power metal finlandais, originaire de Uusimaa. Hevisaurus compte sept albums en date et plus de 170 000 exemplaires, rien qu'en Finlande. Les membres du groupe apparaissent déguisés en dinosaures, sur scène comme dans les clips. Le groupe existe en plusieurs versions : espagnole, hongroise, et suédoise.

## Biographie
Après avoir participé à un concert pour enfants, Rantanen décide de lancer un groupe de heavy metal ciblant les enfants,,. Rantanen et des amis de la communauté « metalleuse » commencent à écrire et à enregistrer des chansons,.
Leur deuxième album, Hirmuliskojen Yö, est le deuxième plus vendu en Finlande en 2010, et permet au groupe de remporter l'Emma (Grammy finlandais) du meilleur album pour enfant. The Dudesons et Hevisaurus participent à la cérémonie d'ouverture d'un parc d'attraction Oulu’s Super Park en avril 2013. Le groupe fait développer sa propre application sur Android et iOS. L'application, publiée en 2013, comprend notamment des puzzles.

## Style musical
Tous leurs textes sont écrits en finnois et tournent généralement autour de thèmes enfantins et joyeux. Le groupe cultive cette image enfantine dans ses clips mais également en public car la majorité de leur public est composée d'enfants en bas âge.[réf. nécessaire].

## Membres
- Muffi Puffi - basse
- Milli Pilli - clavier
- Herra Hevisaurus et Milli Pilli - voix
- Riffi Raffi - guitare électrique
- Komppi Momppi - batterie

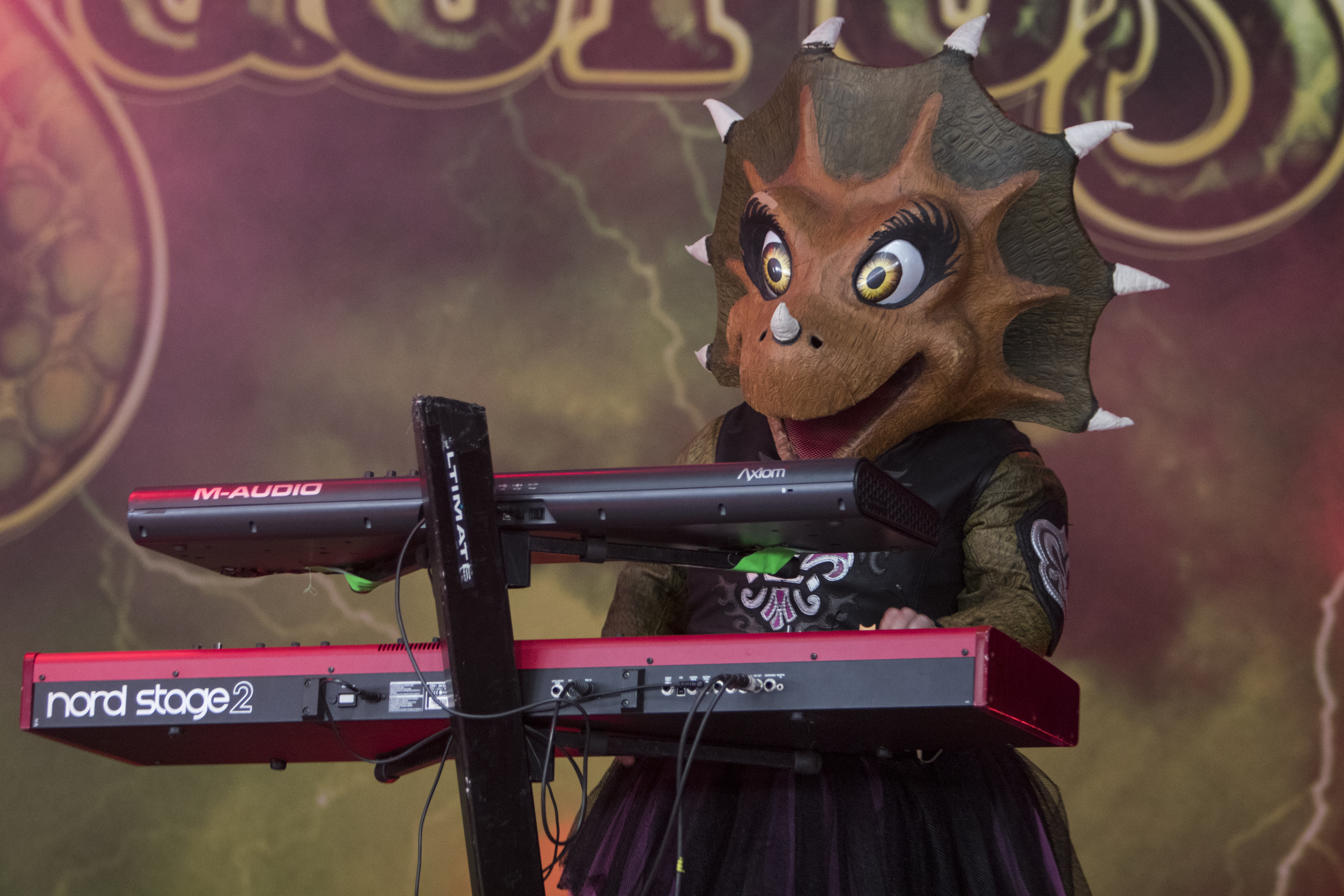
Milli Pilli
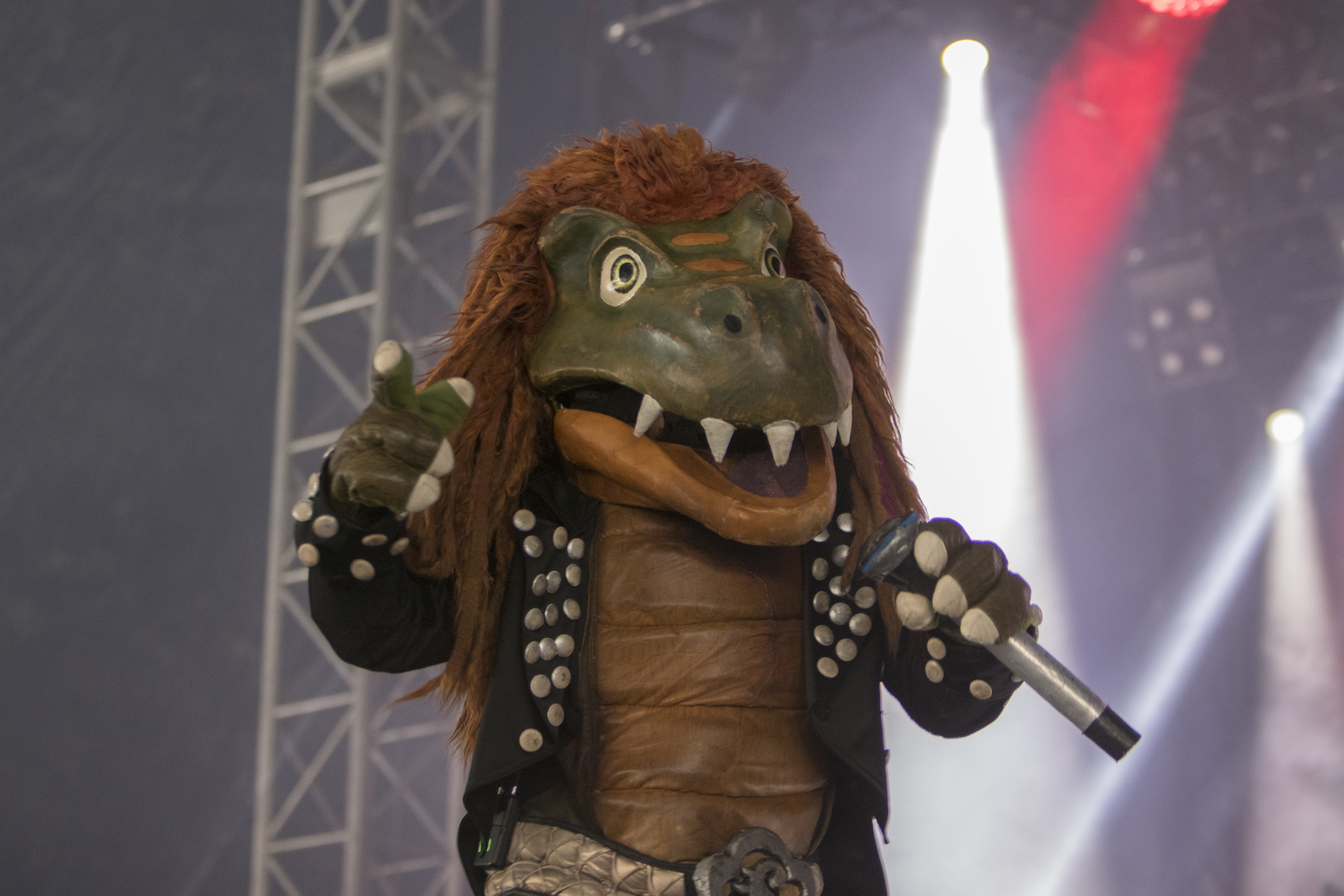
Herra Hevisaurus
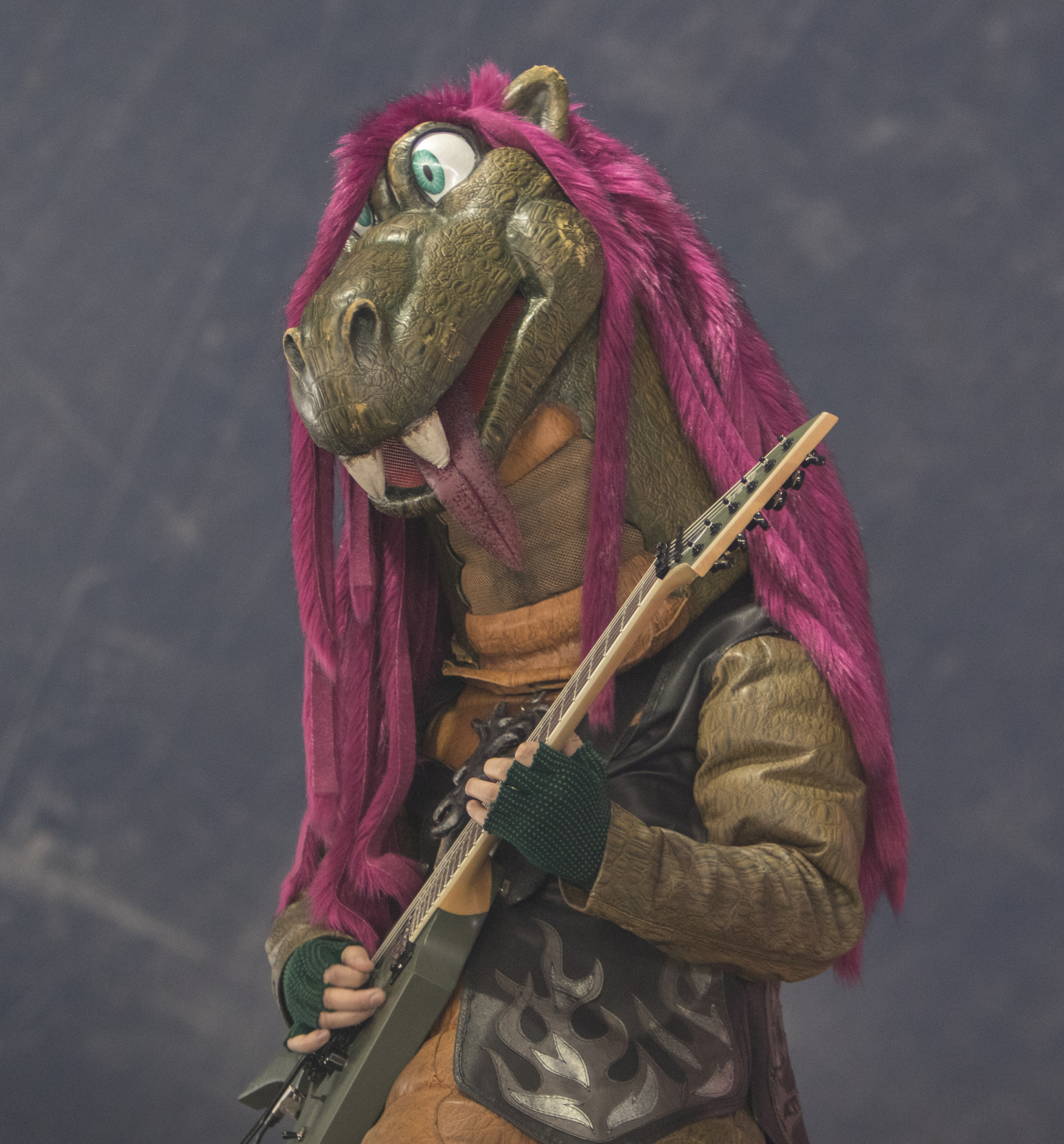
Riffi Raffi
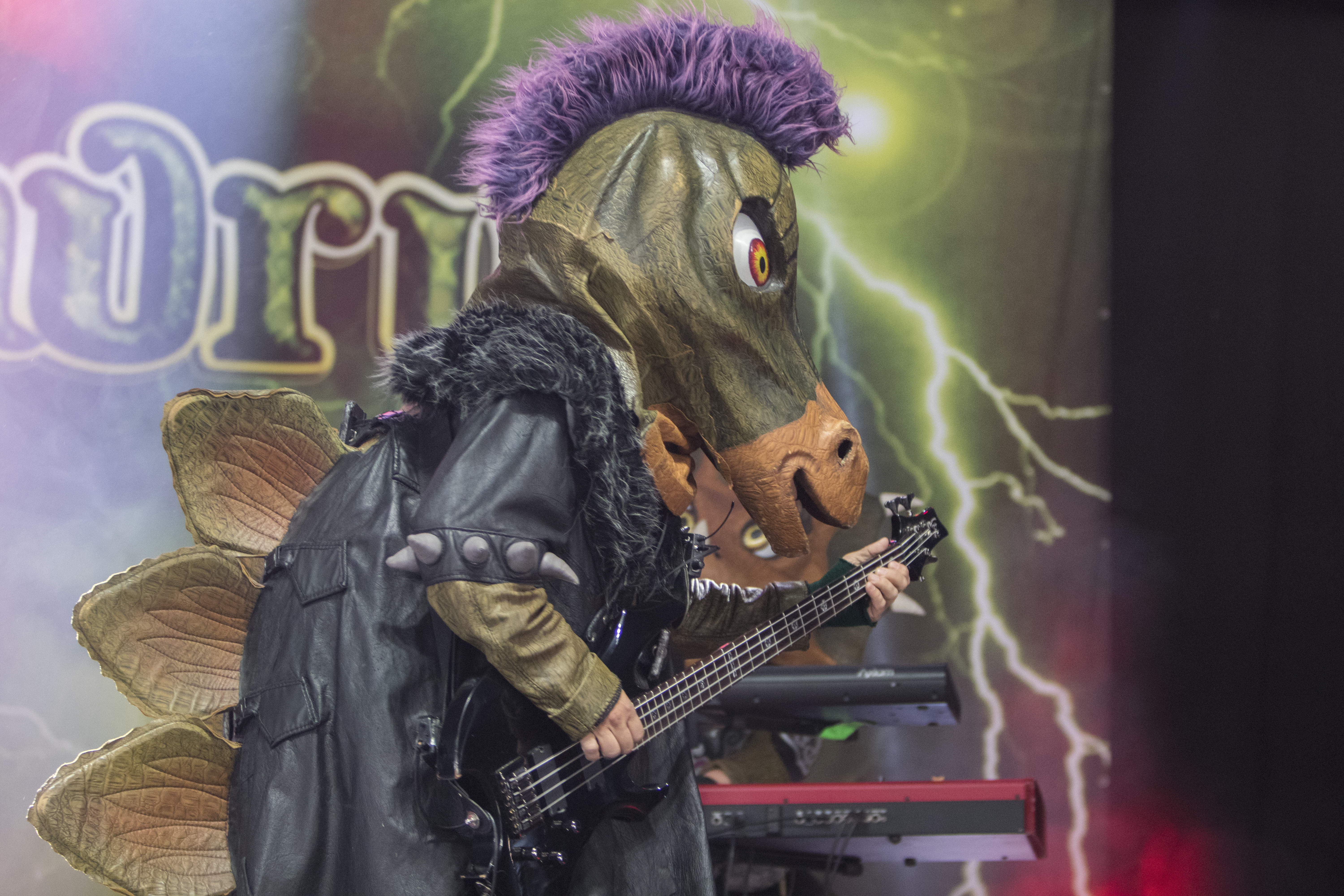
Muffi Puffi
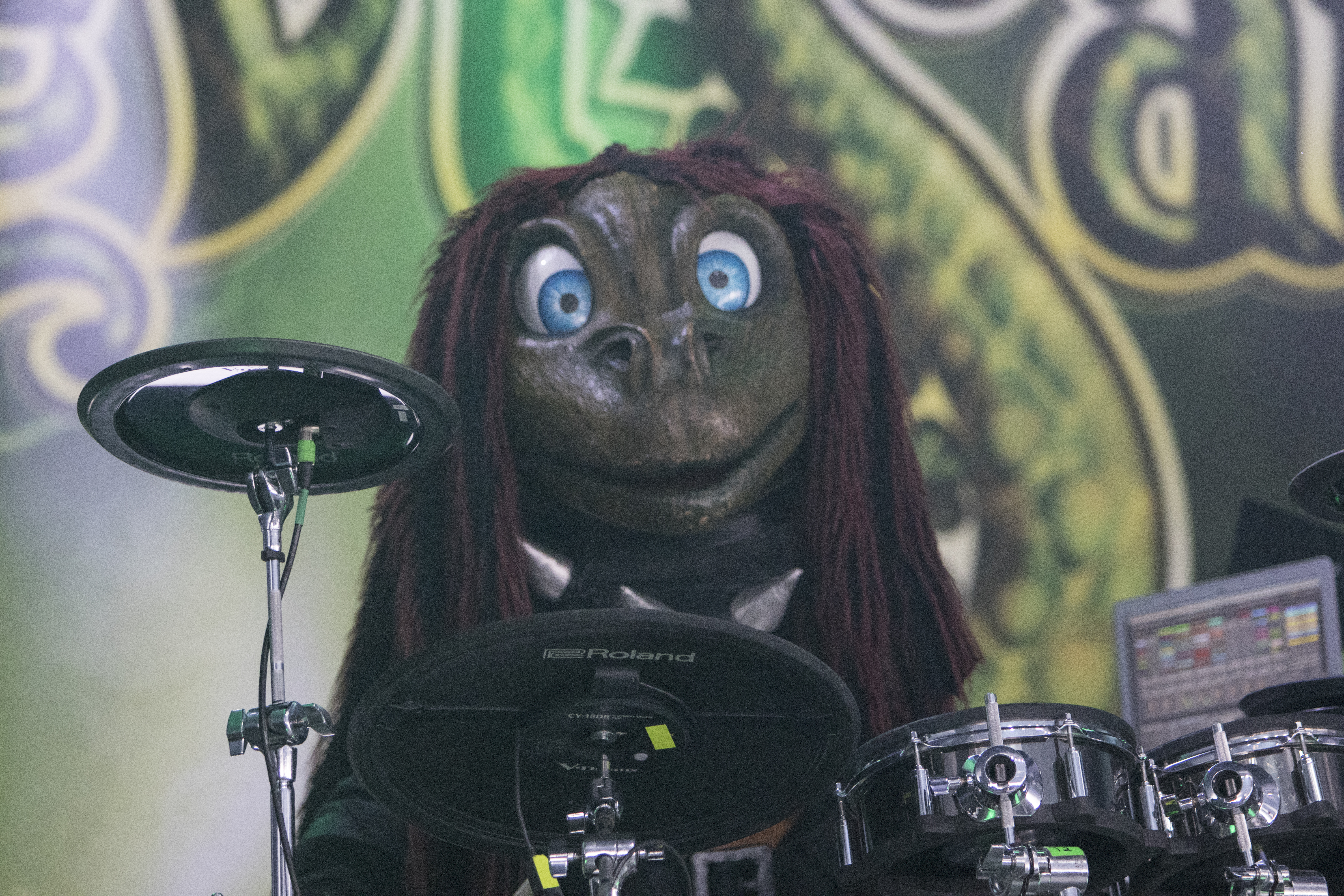
Komppi Momppi